# Chano (futbolista)
Sebastián Cruzado Fernández (Huelva, 28 de febrero de 1965), conocido como  Chano, es un exfutbolista y entrenador español que actuaba como centrocampista. Fue una vez internacional con la selección de fútbol de España.

## Trayectoria
Jugó con el Real Betis Balompié desde el año 1986 a 1991. En 1991 fichó por el Club Deportivo Tenerife, equipo en el que jugó hasta la temporada 1998-1999. Posteriormente fue al Sport Lisboa e Benfica, con el que disputó las temporadas 1999-2000 y 2000-2001 y donde se retiró.
Jugó 446 partidos en la máxima categoría en los equipos: Real Betis Balompié, Club Deportivo Tenerife y Sport Lisboa e Benfica.
También ejerció de entrenador en las categorías inferiores del Real Betis Balompié.

## Selección nacional
Fue internacional con la selección española en una ocasión en el Estadio Heliodoro Rodríguez López el 9 de febrero de 1994 ante Polonia, donde el equipo entrenado por Javier Clemente empató a uno, y en el que estuvo a punto de marcar tirando una falta. Chano hizo una actuación digna en su debut, a pesar de que acababa de fallecer su padre.

## Clubes
| Club                  | País     | Año       | Partidos | Goles |
| --------------------- | -------- | --------- | -------- | ----- |
| Real Betis Balompié B | España   | 1985-1986 |          |       |
| Real Betis Balompié   | España   | 1986-1987 | 31       | 0     |
| Real Betis Balompié   | España   | 1987-1988 | 32       | 3     |
| Real Betis Balompié   | España   | 1988-1989 | 34       | 4     |
| Real Betis Balompié   | España   | 1989-1990 | 36       | 5     |
| Real Betis Balompié   | España   | 1990-1991 | 37       | 4     |
| C. D. Tenerife        | España   | 1991-1992 | 35       | 2     |
| C. D. Tenerife        | España   | 1992-1993 | 34       | 4     |
| C. D. Tenerife        | España   | 1993-1994 | 37       | 7     |
| C. D. Tenerife        | España   | 1994-1995 | 37       | 6     |
| C. D. Tenerife        | España   | 1995-1996 | 38       | 2     |
| C. D. Tenerife        | España   | 1996-1997 | 36       | 5     |
| C. D. Tenerife        | España   | 1997-1998 | 13       | 1     |
| C. D. Tenerife        | España   | 1998-1999 | 19       | 0     |
| S. L. Benfica         | Portugal | 1999-2000 | 19       | 2     |
| S. L. Benfica         | Portugal | 2000-2001 | 19       | 5     |